# 聯合航空 (孟加拉)
孟加拉聯合航空有限公司是一家位於孟加拉達卡的航空公司，於2005年成立，向海島航空購買一架Dash 8-100，在2007年7月10日正式營運 。2010年末接收公司首架廣體客機A310。

## 機隊

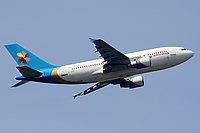
孟加拉联合航空的一架空中客车A310-300正在吉隆坡国际机场离港。

孟加拉联合航空的航机都使用的是全经济舱配置。截至2014年8月，联合航空的机队拥有如下飞机：
截至2014年10月，联合航空机队的平均机龄是21.3年。